# Highlander (razza bovina)
La vacca Highlander (ovvero delle Highlands, dalla lingua inglese: proveniente dagli "altopiani" scozzesi, cioè "montanara") è una razza bovina originaria della Scozia, nota anche come Hebridean breed, Hairy Coo, Heilan Coo o Kyloe.Il suo nome scientifico è Bos taurus taurus

## Storia
La storia della razza delle Highland può essere fatta risalire a due popolazioni distinte:
- una di taglia minore, di color nero, diffusa specialmente nelle isole della costa occidentale nel nord della Scozia;
- una di taglia più grande, di colore rossastro, diffusa invece nelle zone più remote, le Highland della Scozia e anche una di colore bianco più pregiata delle altre.

Oggigiorno la razza è considerata unica e vengono considerate appartenenti alla stessa razza anche i capi di diversa colorazione del manto: in aggiunta al nero e al rosso della linea originale, anche i colori giallo, grigio scuro e bianco argentato.
Gli allevatori americani, verso la fine del XIX secolo, decisero di importare questa razza bovina nel loro territorio; in breve questa ebbe un gran successo, soprattutto nell'industria alimentare. Attualmente la razza è diffusa su gran parte del pianeta, soprattutto nel nord America, in Europa, ma anche in Australia e Sud America. In Italia, da una decina di anni, vi è una forte importazione di questa razza in Trentino-Alto Adige e nel Veneto per l'allevamento, non tanto per il suo latte, quanto per la sua pregiata carne.

## Caratteristiche
Dato il clima della zona di origine della razza, questa ha subito un processo di selezione naturale, facendo in modo che la razza highland possa resistere persino alle temperature glaciali dell'Alaska (-40 °C), e possa rimanere in alta quota anche durante le stagioni più fredde. La razza highland è anche per questo motivo spesso confusa con lo yak tibetano.
Nel 1885 è stato istituito un registro delle mandrie di vacche della razza Highland.

## Aspetto

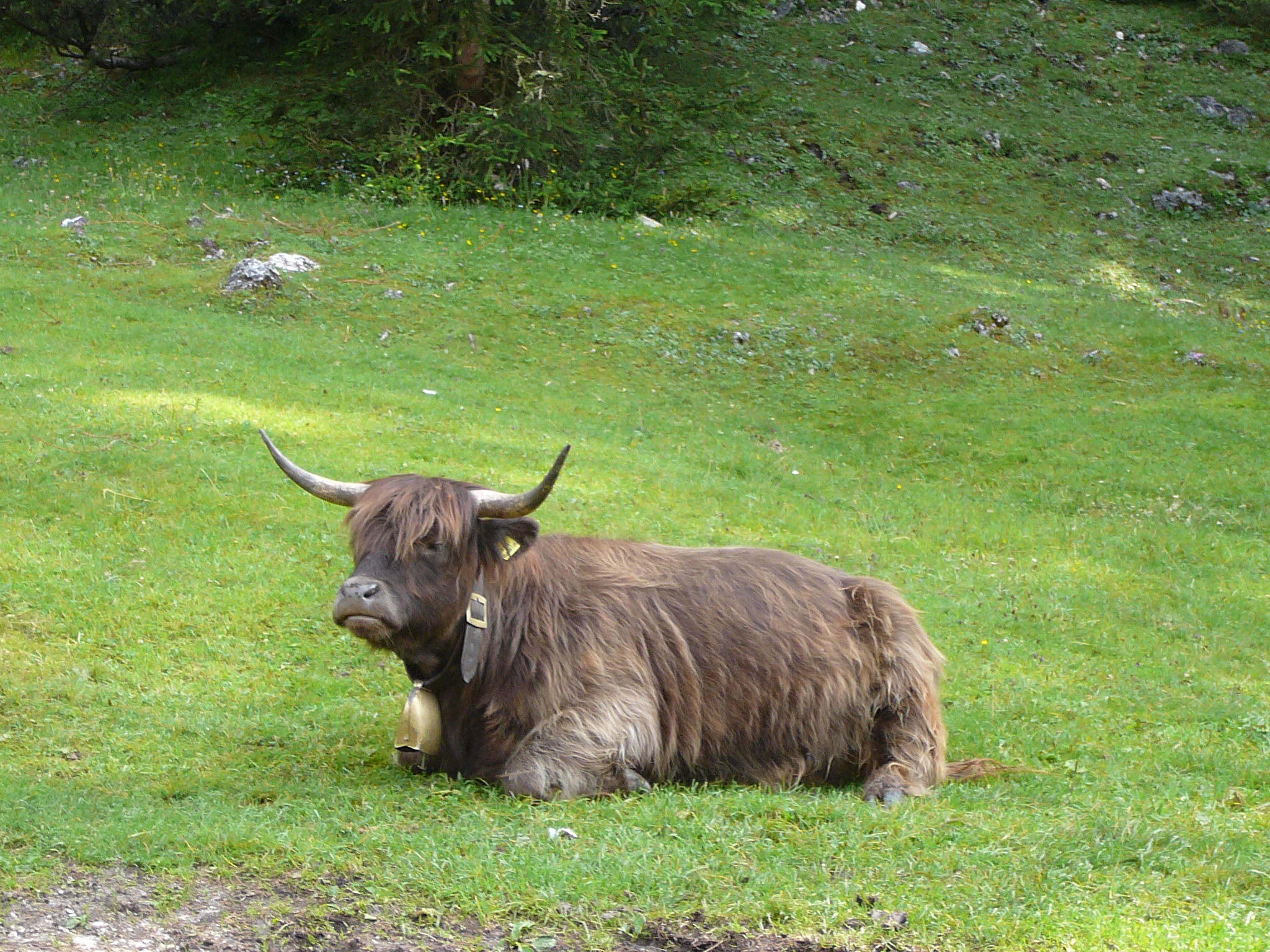
Bovino Highlander nel Parco naturale Fanes - Sennes - Braies

Ha le corna sviluppate a lira (del tutto simili ai bufali) e un folto pelo, il quale assume anche la funzione di proteggere gli occhi dagli insetti; solitamente è ben resistente alle malattie. 
Nonostante l'aspetto selvatico dato dall'ispida peluria che li ricopre, gli esemplari di questa specie vengono considerati di carattere tranquillo e mansueto ma, data la loro provenienza da un territorio e un clima piuttosto selvaggio, non sono sicuramente semplici da allevare, nonostante non richiedano cure particolari riguardanti il clima e la stabulazione. Ben sopportano i climi rigidi, ma si possono adattare anche a climi più meridionali, mantenendo comunque buoni livelli di salute e produzione.

## La carne
Generalmente la razza Highland viene allevata per la carne pregiata, di ottima qualità, in quanto magra e povera di colesterolo: ciò è dovuto principalmente al fatto che il loro folto pelo le aiuta a mantenere la temperatura corporea al giusto livello, senza quindi dover avere uno spesso strato di grasso sottocutaneo.